# Поза (Брага)
Поза (порт. Pousa) — район (фрегезия) в Португалии, входит в округ Брага. Является составной частью муниципалитета Барселуш. Находится в составе крупной городской агломерации Большое Минью. По старому административному делению входил в провинцию Минью. Входит в экономико-статистический субрегион Каваду, который входит в Северный регион. Население составляет 2290 человек на 2001 год. Занимает площадь 6,13 км².
Покровителем района считается Святая Кристина (порт. Santa Cristina).